# Tip 10
Tip 10 (eng. Type 10) ili TK-X je najmoderniji glavni borbeni tenk Japanske kopnene vojske. Razvijen je kao plod projekta zvanog MBT-X koji je za cilj imao konstrukciju zamjene za stari Tip 74 koji je već više od 30 godina u aktivnoj službi. Prototip novog tenka je prikazan javnosti 2008. godine, a 2010. ulazi u serijsku proizvodnju.

## Vanjske poveznice
|  | Zajednički poslužitelj ima stranicu o temi Type 10    |
|  | Zajednički poslužitelj ima još gradiva o temi Type 10 |

- (en) - više o tenku na globalsecurity.org